# Јован Раденковић
Јован А. Раденковић (Грабовац, 1876 — ?) био је српски четник и наредник. Носилац је Карађорђеве звезде са мачевима.

## Биографија
Рођен је 1876. године у селу Грабовцу код Косовске Митровице. После ослобођења Топлице од Турака његови родитељи су се преселили у Лазаревац код Блаца. Служио је војни рок у 2. пешадијском пуку Књаз Михаило. Тешки ударци судбине и сва разочарења која је доживео (смрт родитеља и супруге) утицала су на то да остави кћер код родбине а он да ступи у четнике војводе Вука са којима је све до Балканских ратова четовао у Македонији. Као храбар и отресит борац истицао се у свим борбама. За испољену храброст одликован је у Балканским ратовима и у борбама у Мачви.
Последњи подвиг извео је последњег дана постојања Вуковог четничког одреда. Наредник Јован са својим саборцима неустрашиво је јуришао на непријатељске ровове на Кајмакчалану. У тој борби погинуо је војвода Вук, а наредник Раденковић тешко је рањен у оба кука митраљеским рафалом. Преживео је рат, вратио се у Лазаревац окићен бројним одликовањима а поред осталих и Карађорђевом звездом са мачевима и Француским ратним крстом.